# Kikaren
Kikaren (Telescopium på latin) är en liten stjärnbild på södra stjärnhimlen. 
Stjärnbilden är en av de 88 moderna stjärnbilderna som erkänns av den Internationella Astronomiska Unionen.

## Historik
Kikaren tillhör inte någon av de 48 konstellationerna som listades av den antike astronomen Ptolemaios i hans samlingsverk Almagest. Den introducerades på 1750-talet av den franske astronomen Nicolas Louis de Lacaille. Under en period kallades stjärnbilden "Tubus Astronomicus".

## Stjärnor
Kikarens stjärnbild innehåller inga ljusstarkare stjärnor.
- α - Alfa Telescopii är en blåvit stjärna med magnitud 3,51. Före stjärnbilden Kikaren skapades tillhörde Alfa Telescopii Södra kronan, där den placerats av Ptolemaois. Av kinesiska astronomer fick den egennamnet We (ungefär ”fara”).
- ζ - Zeta Telescopii är en gul jättestjärna med magnitud 4,10.
- ε - Epsilon Telescopii är en dubbelstjärna av magnitud 4,52.
- λ - Lambda Telescopii är en vit dvärg i huvudserien med magnitud 4,85.
- ι - Jota Telescopii är en orange jättestjärna med magnitud 4,88.
- δ - Delta Telescopii är en Bayer-beteckning som används för två stjärnor som befinner sig 0,16 grader från varandra.
  - δ1 - Delta-1 Telescopii är en blåvit stjärna av magnitud 4,92.
  - δ2 - Delta-2 Telescopii är en blåvit jätte av magnitud 5,07.
- ξ - Xi Telescopii är en röd jätte med magnitud 4,93. Den klassificeras som oregelbunden variabel och varierar 4,89 – 4,94.
- η - Eta Telescopii är en vit stjärna i huvudserien med magnitud 5,03.

## Djuprymdsobjekt
För att ligga ganska nära Vintergatsplanet har Kikaren påfallande få objekt för amatörastronomen.

### Stjärnhopar
- NGC 6584 är en klotformig stjärnhop.

### Galaxer
- NGC 6850, NGC 6861 och NGC 6868.

### Nebulosor
- IC 4699 är en planetarisk nebulosa nära Alfa Telescopii.

## Utforskande
I januari 2014 är Voyager 2 103 AU (1,5×1010 km) från jorden. Den rör sig bort från solen med cirka 15,4 km/s – i riktning mot Kikaren.